# Flatida bimaculata
Flatida bimaculata är en insektsart som först beskrevs av Schmidt 1912.  Flatida bimaculata ingår i släktet Flatida och familjen Flatidae. Inga underarter finns listade i Catalogue of Life.